# Ugo Bassi
Pour les articles homonymes, voir Bassi.

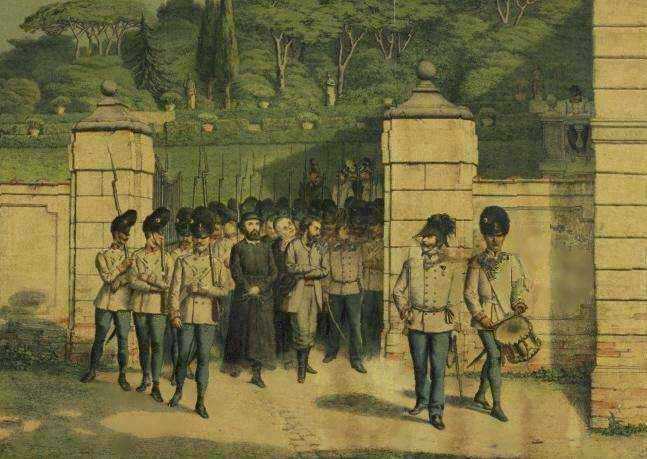
Ugo Bassi et Giovanni Livraghi conduits à l'exécution

Ugo Bassi, né à Cento (Émilie-Romagne) le 12 août 1800 et mort fusillé à Bologne (Émilie-Romagne) le 8 août 1849, était un patriote italien.

## Biographie
Bassi est né à Cento en Émilie-Romagne et a fait ses premières études à Bologne.

### Engagement religieux
Une déception amoureuse à l'âge de dix-huit ans l'induit à devenir novice dans l'Ordre des Barnabites. Il retourna à Rome où il prononça ses vœux en 1821. Il mena une vie d'étude et de dévotion. C'était un prédicateur, parcourant toute la péninsule et secourant les pauvres. Il était devenu célèbre par ses sermons qui attiraient les foules par leur sincérité et de leur éloquence. Il était tellement pauvre qu'il a lui-même manqué de nourriture.

### Le patriote militant

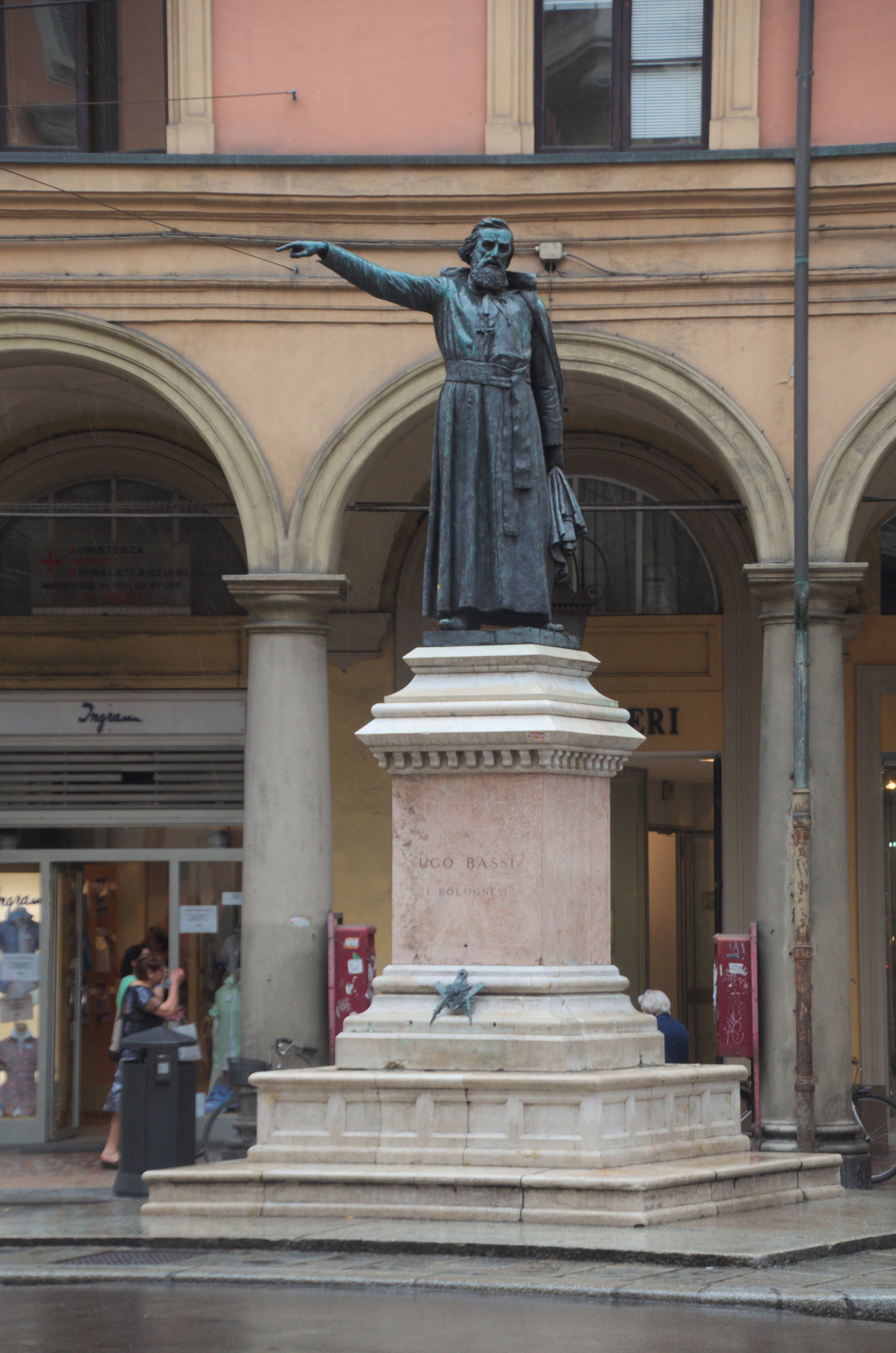
Statue d'Ugo Bassi, à Bologne

Au début des mouvements révolutionnaires de 1848, lorsque le Pape Pie IX semblait être un libéral et un patriote italien, Bassi, rempli d'enthousiasme national, a rejoint en tant qu'aumônier l'armée papale commandée par le général Giovanni Durando chargée de protéger les frontières. Son éloquence a facilité le recrutement de nouvelles recrues dans les rangs de l'armée. Quand le pape a changé de comportement envers le mouvement national, seul Bassi a pu calmer la fureur des Bolonais contre le pape.
À Trévise, où il avait suivi les volontaires d'Alessandro Guidotti (it) engagés contre les Autrichiens, il a été blessé à trois reprises et était ravi d'avoir versé son sang pour l'Italie (12 mai 1848). Après la fuite du Pape de Rome et de la proclamation de la République romaine en 1849, Bassi rejoint les forces de Garibaldi engagées contre les troupes françaises envoyées afin de rétablir le pouvoir temporel. Il a risqué sa vie à maintes reprises en secourant les blessés sous le feu, et suivant Garibaldi dans ses pérégrinations quand celui-ci dut quitter Rome avec ses volontaires pour se rendre à Saint-Marin.

### La fin
Mais Bassi et le comte Giovanni Livraghi (un compagnon garibaldien), furent capturés à proximité de Comacchio. Lors du  recours devant le gouverneur papal, Bassi  dit : « Je ne suis coupable d'aucun crime sauf celui d'être un Italien comme vous. J'ai risqué ma vie pour l'Italie, et votre devoir est de faire du bien à ceux qui ont souffert pour elle ». Le gouverneur aurait bien libéré les prisonniers, mais il n'a pas osé, et les remit finalement à un officier autrichien. Ils furent amenés à Bologne où faussement inculpés devant une cour martiale pour port d'armes (Bassi n'avait jamais porté d'armes de sa vie), ils furent déclarés coupables et rapidement exécutés le 8 août 1849.
Son exécution a donné lieu à un sentiment d'horreur dans toute l'Italie.

## Représentations dans l'art
- Au cinéma, dans La Fusillade d'Ugo Bassi et du garibaldien Giovanni Livraghi (1911)

## Sources
- (en) Cet article est partiellement ou en totalité issu de l’article de Wikipédia en anglais intitulé « Ugo Bassi » (voir la liste des auteurs).